# 태풍 초이완 (2021년)
태풍 초이완 (CHOI-WAN) 은 2021년에 북서태평양에서 발생한 제3호 태풍이다. 초이완은 홍콩에서 제출한 이름으로 채운(색깔 있는 구름)을 의미한다.

## 개요

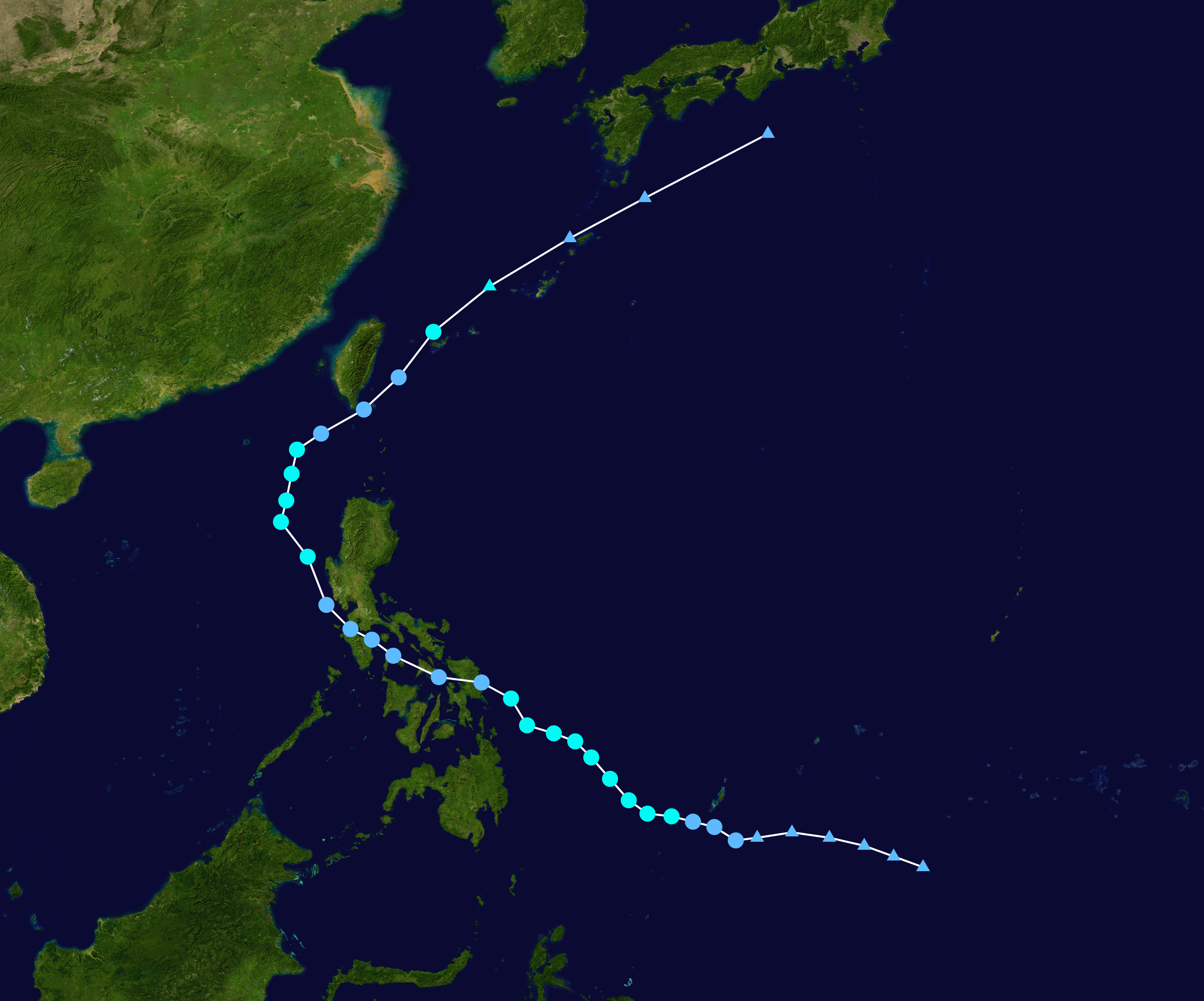
이동 경로

2021년 제3호 태풍 초이완은 5월 31일 9시에 중심기압 1000hPa, 최대풍속 18m/s, 강풍 반경 220km(남쪽 반경)의 열대폭풍으로 팔라우 서쪽 약 420km 부근 해상에서 발생하였다.(일본 기상청 태풍정보 속보치 기준) 발생 이후 서북서진하면서 미미하게 발달해서, 6월 1일 3시에 필리핀 세부 동쪽 약 510km 부근 해상에서 중심기압 998hPa, 최대풍속 21m/s의 열대폭풍으로 최성기를 맞이하였다. 최성기 이후 서~북서진하며 필리핀을 관통하면서 육상 마찰 및 건조한 공기로 인해 약화되었다가, 남중국해에 진출한 이후 6월 3일 9시, 한국 기상청에서 태풍 초이완이 필리핀 마닐라 북서쪽 약 300km 부근 해상(남중국해)에서 중심기압 1002hPa의 열대저압부로 약화되었다고 발표하면서 한미일 3국 중 가장 먼저 태풍예보를 종료하였다. 위키백과에서는 북서태평양 태풍 명명권을 가진 일본 기상청의 해석을 따르므로, 공식 태풍 예보 기준이 되는 일본 기상청은 태풍 초이완이 남중국해에 진출한 이후, 6월 3일 12시에 중심기압 1000hPa, 최대풍속 21m/s로 재발달하였다고 발표했다. 남중국해에 진출한 이후, 태풍 초이완은 북위 18도에서 북동진으로 서서히 전향해서 루손 해협을 통과한 뒤 대만을 스치며 다시 약화되었고, 일본 류큐 제도를 지나면서 온대저기압화가 진행되었다. 일본 기상청 기준으로는 6월 5일 15시에 일본 오키나와 북동쪽 약 193km 부근 해상(동중국해)에서 중심기압 1000hPa의 온대저기압으로 변질되었다.
| 태풍의 시간별 정보 | 태풍의 시간별 정보 | 태풍의 시간별 정보 | 태풍의 시간별 정보 | 태풍의 시간별 정보 | 태풍의 시간별 정보 |
| 날짜 및 시간 (KST) | 날짜 및 시간 (KST) | 날짜 및 시간 (KST) | 위도 (°N)          | 경도 (°E)          | 기압 (hPa)         |
| ------------------ | ------------------ | ------------------ | ------------------ | ------------------ | ------------------ |
| 5월                | 30일               | 09시               | 5.9                | 133.1              | 1004               |
| 5월                | 30일               | 12시               | 5.8                | 133.0              | 1004               |
| 5월                | 30일               | 15시               | 5.8                | 132.9              | 1004               |
| 5월                | 30일               | 18시               | 5.8                | 132.3              | 1004               |
| 5월                | 30일               | 21시               | 5.9                | 130.7              | 1004               |
| 5월                | 31일               | 00시               | 6.0                | 130.7              | 1004               |
| 5월                | 31일               | 03시               | 6.5                | 131.6              | 1004               |
| 5월                | 31일               | 06시               | 6.7                | 131.0              | 1004               |
| 5월                | 31일               | 09시               | 8.3                | 131.3              | 1000               |
| 5월                | 31일               | 12시               | 8.7                | 130.4              | 1000               |
| 5월                | 31일               | 15시               | 9.4                | 129.9              | 1000               |
| 5월                | 31일               | 18시               | 9.5                | 129.7              | 1000               |
| 5월                | 31일               | 21시               | 9.5                | 129.1              | 1000               |
| 6월                | 1일                | 00시               | 9.6                | 128.7              | 998                |
| 6월                | 1일                | 03시               | 9.7                | 128.5              | 998                |
| 6월                | 1일                | 06시               | 10.0               | 128.0              | 998                |
| 6월                | 1일                | 09시               | 10.0               | 127.3              | 998                |
| 6월                | 1일                | 12시               | 10.3               | 127.0              | 998                |
| 6월                | 1일                | 15시               | 11.1               | 126.8              | 1000               |
| 6월                | 1일                | 18시               | 11.5               | 126.1              | 1000               |
| 6월                | 1일                | 21시               | 11.7               | 125.6              | 1000               |
| 6월                | 2일                | 00시               | 11.8               | 125.1              | 1000               |
| 6월                | 2일                | 03시               | 11.8               | 123.9              | 1002               |
| 6월                | 2일                | 06시               | 12.3               | 122.9              | 1002               |
| 6월                | 2일                | 09시               | 12.3               | 122.3              | 1002               |
| 6월                | 2일                | 12시               | 13.1               | 121.8              | 1000               |
| 6월                | 2일                | 15시               | 13.4               | 121.6              | 1002               |
| 6월                | 2일                | 18시               | 13.6               | 121.1              | 1002               |
| 6월                | 2일                | 21시               | 13.6               | 120.7              | 1002               |
| 6월                | 3일                | 00시               | 13.9               | 120.1              | 1002               |
| 6월                | 3일                | 03시               | 14.6               | 119.7              | 1002               |
| 6월                | 3일                | 06시               | 15.8               | 119.2              | 1002               |
| 6월                | 3일                | 09시               | 16.7               | 118.9              | 1002               |
| 6월                | 3일                | 12시               | 17.3               | 118.5              | 1000               |
| 6월                | 3일                | 15시               | 17.6               | 117.9              | 1000               |
| 6월                | 3일                | 18시               | 17.9               | 118.0              | 1000               |
| 6월                | 3일                | 21시               | 18.5               | 118.2              | 1000               |
| 6월                | 4일                | 00시               | 18.8               | 118.3              | 1000               |
| 6월                | 4일                | 03시               | 19.5               | 118.4              | 1002               |
| 6월                | 4일                | 06시               | 20.0               | 118.3              | 1002               |
| 6월                | 4일                | 09시               | 20.2               | 118.4              | 1002               |
| 6월                | 4일                | 12시               | 20.6               | 118.7              | 1002               |
| 6월                | 4일                | 15시               | 20.9               | 119.5              | 1002               |
| 6월                | 4일                | 18시               | 21.3               | 120.4              | 1002               |
| 6월                | 4일                | 21시               | 21.8               | 121.1              | 1002               |
| 6월                | 5일                | 00시               | 22.4               | 121.9              | 1002               |
| 6월                | 5일                | 03시               | 23.0               | 122.4              | 1002               |
| 6월                | 5일                | 06시               | 23.6               | 123.0              | 1000               |
| 6월                | 5일                | 09시               | 24.7               | 123.7              | 1002               |
| 6월                | 5일                | 12시               | 25.6               | 124.9              | 1002               |
| 6월                | 5일                | 15시               | 27.0               | 126.0              | 1000               |

## 같이 보기
- 태풍 봉퐁 (2020년)